# Петровско-Разумовский проезд
Петро́вско-Разумо́вский прое́зд — проезд, расположенный в Северном административном округе города Москвы на территории Савёловского района.

## История
Проезд получил своё название в XIX веке по своему направлению к старинному подмосковному селу Петровско-Разумовское (в 1585 году — пустошь Семчино на р. Жабне, в 1639 году — сельцо Семчино, в 1678 году — «село Семчино, по новому прозванию Петровское», в 1704 году  Петровское), где теперь находится Сельскохозяйственная академия им. К. А. Тимирязева. Название Петровское связано с постройкой храма Петра и Павла в 1678 году либо с принадлежностью соседних земель Высокопетровскому монастырю (само село к этому времени принадлежало деду Петра I К. П. Нарышкину. В 1730-х годах правнучка Нарышкина вышла замуж за гетмана Украины К. Г. Разумовского, после чего село получило двойное имя Петровское-Разумовское (в документе 1766 года), а позднее — Петровско-Разумовское. Село вошло в черту Москвы в 1917 году.

## Расположение
Петровско-Разумовский проезд проходит от улиц Верхняя и Нижняя Масловка и Петровско-Разумовской аллеи на север, на северо-восток от проезда отходит Мишина улица, далее с востока примыкает к нему примыкает 2-я Квесисская улица, затем с запада — Коленчатый переулок, далее с востока — Писцовая улица, после чего проезд поворачивает на северо-запад, с юго-запада к нему примыкает Мирской переулок, далее с востока — 4-й Вятский переулок, затем проезд пересекает Старый Петровско-Разумовский проезд, далее к нему примыкает с северо-востока и 2-я Хуторская улица, проезд продолжается далее до путей Рижского направления Московской железной дороги. Через пути устроен пешеходный переход к улице Вучетича, оборудованный светофором. Нумерация домов начинается от улицы Нижняя Масловка.

## Примечательные здания и сооружения
По нечётной стороне:
- № 21 стр.1 - Пожарная каланча, построена в конце XIX века, относится к Пожарной части №3 МЧС России, в настоящее время башня используется для сушки пожарных рукавов.
- № 25а — жилой дом. Здесь жил актёр Всеволод Ларионов[4].

По чётной стороне:

## Транспорт

### Автобус
- 22: Улица 8-го Марта — платформа Гражданская —  Динамо —  Савёловский вокзал — НАМИ (от 2-й Квесисской улицы до 2-й Хуторской улицы)
- 82: 7-й автобусный парк — платформа Окружная/ Окружная —  Петровско-Разумовская —  Савёловский вокзал —  Белорусский вокзал (от Писцовой улицы до 2-й Хуторской улицы)
- 319:  Динамо —  Тимирязевская (от Мирского переулка до 2-й Хуторской улицы)
- 384:  Савёловский вокзал —  Динамо (от 4-го Вятского переулка до Старого Петровско-Разумовского проезда)
- т29:  Владыкино/ Владыкино —  Фонвизинская —  Дмитровская —  Савёловский вокзал —  Динамо (от 2-й Квесисской улицы до улицы Верхняя Масловка)

### Метро
- Станция метро  Динамо— юго-западнее проезда, на Ленинградском проспекте
- Станция метро  Петровский парк— юго-западнее проезда, на пересечении Ленинградского проспекта и Театральной аллеи

### Железнодорожный транспорт
- Платформа  Гражданская — западнее проезда, на улице 8 Марта